# Wojciech Szewczyk
Wojciech Henryk Szewczyk – polski leśnik, doktor habilitowany nauk rolniczych, adiunkt na Uniwersytecie Przyrodniczym w Poznaniu, specjalista od fitopatologii leśnej.

## Kariera naukowa
W 1997 roku na Uniwersytecie Przyrodniczym w Poznaniu uzyskał tytuł magistra inżyniera. W tym samym roku został zatrudniony na tejże uczelni, a w 2004 roku na jej Wydziale Leśnym uzyskał stopień doktora nauk rolniczych w zakresie leśnictwa na podstawie rozprawy pt. Monitoring występowania chorób infekcyjnych korzeni w drzewostanach sosnowych I klasy wieku Nadleśnictwa Zielonka, której promotorem była Małgorzata Mańka. W 2018 roku ten sam wydział nadał mu stopień doktora habilitowanego nauk rolniczych w dyscyplinie leśnictwa na podstawie pracy pt. Przyczyny i skutki występowania zgnilizny białej jamkowatej w drzewostanach sosnowych w Polsce.